# Meinhard Tenné
Meinhard Mordechai Tenné (geboren als Meinhard Teschner am 26. Mai 1923 in Berlin; gestorben am 29. September 2015 in Stuttgart) war ein deutsch-israelischer Repräsentant des Judentums. Er wurde vor allem durch sein Jahrzehnte anhaltendes Bemühen um den Dialog der Religionen und um Versöhnung bekannt.

## Leben
Meinhard M. Tenné floh 1938 mit 15 Jahren zusammen mit seinem Vater in die Schweiz. Er siedelte 1948 in den neuen Staat Israel über.
Der Bürgermeister von Jerusalem, Teddy Kollek, holte ihn in die Stadtverwaltung Jerusalems. Er bat ihn, von der Schweiz aus das israelische Tourismusamt aufzubauen. Als in Frankfurt ein Büro eröffnet werden sollte, willigte Tenné ein, diese Aufgabe zu übernehmen.
Zusammen mit seiner Frau Inge zog er 1970 nach Stuttgart um und gehörte ab 1981 der Repräsentanz der Israelitischen Religionsgemeinschaft Württemberg (IRGW) an. 1989 wurde er in den Vorstand der Gemeinde gewählt und war bis 2001 deren Vorstandssprecher. 1999 verliehen ihm die Stadt Stuttgart und die Gesellschaft für Christlich-Jüdische Zusammenarbeit (GCJZ) die Otto-Hirsch-Medaille für seine vielfältigen Bemühungen um den Dialog der Religionen.
Tenné war ferner Gründungsstifter der Stiftung Stuttgarter Lehrhaus sowie Ehrenmitglied der Christlich-Islamischen Gesellschaft Stuttgart, des Hauses Abrahams und des Forums Jüdischer Bildung und Kultur Stuttgart. Er engagierte sich im Denkendorfer Kreis. Für sein Engagement erhielt er mehrere Preise und Medaillen, unter anderem 2004 das Deutsche Bundesverdienstkreuz 1. Klasse und 2015 das Große Bundesverdienstkreuz.

## Schriften
- Aus meinem Leben. Stiftung Stuttgarter Lehrhaus, Stuttgart 2014, ISBN 978-3-933231-87-1.

## Auszeichnungen
- 1998: Verdienstmedaille des Landes Baden-Württemberg
- 1999: Otto-Hirsch-Medaille
- 2004: Bundesverdienstkreuz 1. Klasse
- 2013: Deutscher Dialogpreis des Bundes Deutscher Dialog Institutionen
- 2015: Großes Bundesverdienstkreuz[4]